# Triumph (filme)
Triumph é um filme mudo norte-americano de 1917, do gênero drama, dirigido por Joe De Grasse, estrelado por Lon Chaney e lançado pela Universal Pictures. Apenas três dos cinco carretéis sobrevivem.

## Elenco
- Dorothy Phillips - Nell Baxter
- Lon Chaney - Paul Neihoff
- William Stowell - Dudley Weyman
- William Dyer - David Montieth (como William J. Dyer)
- Claire Du Brey - Lillian Du Pon
- Clyde Benson - Rupert Vincent
- Helen Wright
- Ruth Elder
- Nigel De Brulier (não creditado)
- William Langdon Pragen (não creditado)